# П'ю (міста-держави)
П'ю (бірм. ပျူ မြို့ပြ နိုင်ငံများ) — група міст-держав, які існували з II століття до н. е. до кінця IX століття н. е. в сучасній Верхній Бірмі (М'янмі). Міста-держави були створені внаслідок міграції на південь народності п'ю, які розмовляли однойменною мовою тибето-бірманської мовної підсім'ї. Вони були першими жителями Бірми, про яких збереглися письмові згадки. Цивілізація п'ю пов'язує історичний відрізок від бронзової доби до класичної епохи виникнення держави Паган в кінці IX століття.
Міста-держави — п'ять головних фортець і кілька менших містечок були розкопані. Вони були у трьох головних іригаційних районах Верхньої Бірми: долині річки Му, долині Чаусхе та регіоні Мінбу, навколо злиття річок Іраваді та Чиндвіна. Будучи частиною сухопутного торгового шляху між Китаєм та Індією, царство П'ю поступово розширювалося на південь. Місто-держава Ханлін, засноване в I столітті на північному краю Верхньої Бірми, було найбільшим і найважливішим містом до VII або VIII століття, після цього він поступився верховенством Шрікшетрі на півдні царства. Шрікшетра, яка була вдвічі більша Халіна, стала найбільшим і найвпливовішим центром П'ю.
Тисячолітнє царство впало в 9-му столітті, коли міста-держави були зруйновані внаслідок неодноразових вторгнень із королівства Наньчжао. У 12 столітті п'ю ще зберігали свою мову, але до 13 століття вони були асимільовані бірманцями. Міста-держави Ханлін, Пейтано та Шрікшетра є об'єктами всесвітньої спадщини ЮНЕСКО.